# Пулов, Григорий Иванович
Григорий Иванович Пулов (5 января 1918, Подолец, Владимирская губерния — 26 декабря 2005, Москва) — советский лётчик-ас реактивной истребительной авиации, участник Великой Отечественной войны и Корейской войны. Герой Советского Союза (1952). Генерал-майор авиации (1966).

## Биография
Родился 5 января 1918 года в с. Подолец (ныне — Юрьев-Польского района Владимирской области).
Окончил Ивановскую неполную среднюю школу в 1934 году, годичные курсы по подготовке учителей для начальной школы в Юрьев-Польском педагогическом техникуме в 1935 году, годичные курсы по подготовке преподавателей в Владимирский педагогическом техникуме в 1937 году. Работал преподавателем начальных классов школы села Плосково Комсомольского района Ивановской области (1935—1936), учителем географии в одной из школ Владимира (1937—1938). В 1937 году окончил Владимирский аэроклуб, в 1938 году — Херсонское училище лётчиков-инструкторов Осоавиахима. Работал лётчиком-инструктором Костромского аэроклуба с 1939 по 1942 года. Член ВКП(б) с 1939 года.
В марте 1942 года призван в Красную Армию. Прошёл переобучение в запасном авиационном полку.
Участник Великой Отечественной войны с 7 июля 1942 года по март 1945 года. Весь боевой путь прошёл в 959-м истребительном авиационном полку ПВО (147-я истребительная авиационная дивизия ПВО, с января 1944 года — 328-я истребительная авиационная дивизия ПВО): лётчик, командир звена, с апреля 1943 года — командир эскадрильи. Воевал в составе войск Западного фронта ПВО и Северного фронта ПВО), выполнял задачи по защите с воздуха объектов Московского промышленного района (в том числе города Ярославля. При наступлении советских войск выполнял задачи по прикрытию с воздуха тылов советских Белорусских фронтов, в том числе железнодорожный узел Смоленска, также сопровождал транспортные самолёты к линии фронта. Воевал на истребителях «Харрикейн» и Як-7. К июлю 1944 года совершил 50 боевых вылетов, провёл 2 ночных воздушных боя, одержал одну личную победу — в воздушном бою в ночь на 28 июня 1944 года при отражении немецкого авианалёта на Смоленск лейтенант Г. И. Пулов лично сбил бомбардировщик противника He-111.
После войны продолжал службу в Войсках ПВО СССР. В марте 1945 года был отозван из полка, направлен на учёбу, в июне 1949 года окончил Военно-воздушную академию в Монино. С 1949 года служил заместителем командира 523-го истребительного авиационного полка (303-я истребительная авиационная дивизия, 78-я воздушная истребительная армия ПВО, Московский район ПВО) который дислоцировался в Ярославле. Летом 1950 года после начала боевых действий в Корее полк и вся дивизия были срочно переброшены на Дальний Восток. Через несколько месяцев полк перебросили в Северный Китай.
Участник Корейской войны с 28 марта 1951 по 1 марта 1952 года. В апреле 1951 года назначен на должность командира 17-го истребительного авиационного полка взамен прежнего командира, отстранённого за низкую подготовку полка и первые проигранные воздушные бои. Проявил себя в боевых действиях умелым организатором и мастером тактики воздушных боёв — полк под его командованием уничтожил 108 американских самолётов, потеряв всего 10 своих самолётов. Сам командир полка совершил 115 боевых вылетов на МиГ-15, в 60 воздушных боях лично сбил 8 самолётов противника (7 реактивных истребителей США и один «Глостер Метеор» ВВС Австралии).
За мужество и отвагу, проявленные при выполнении воинского долга, подполковнику Пулову Григорию Ивановичу Указом Президиума Верховного Совета СССР от 22 апреля 1952 года присвоено звание Героя Советского Союза с вручением ордена Ленина и медали «Золотая Звезда» (№ 10858). Кроме него в 17-им истребительном авиаполку Героями Советского Союза стали Николай Сутягин (22 победы, лучший ас реактивной истребительной авиации), Михаил Пономарёв (10 побед), Николай Докашенко (9 побед). Ещё 5 лётчиков полка в небе Кореи стали асами, одержав от 8 до 5 личных побед.
После Корейской войны продолжил службу. С октября 1953 года — адъюнкт кафедры тактики истребительной авиации и ПВО Военно-воздушной академии. С октября 1954 года — старший инспектор-лётчик отдела лётной подготовки Управления боевой подготовки истребительной авиации Войск ПВО страны. С июля 1960 года — заместитель командира, а с января 1963 года — командир 24-й истребительной авиационной дивизии (11-я отдельная армия ПВО), которая была размещена на аэродромах острова Сахалин). С сентября 1968 года — командир 15-го корпуса ПВО Бакинского округа ПВО. С декабря 1970 года — заместитель командующего войсками Бакинского округа ПВО по боевой подготовке — начальник отдела боевой подготовки штаба округа. За время военной службы освоил 17 типов самолётов, вплоть до МиГ-21. С января 1975 года в запасе.
Жил в Москве. С 1976 по 1988 годы работал инженером и ведущим инженером на Московском машиностроительном завода ОКБ Микояна. Умер 26 декабря 2005 года. Похоронен на Троекуровском кладбище в Москве.
Мемориальная доска установлена в городе Юрьев-Польский на здании бывшего педагогического техникума по адресу Советская площадь, дом 5.

## Воинские звания
- Младший лейтенант запаса (1939)
- Лейтенант (май 1943)
- Старший лейтенант (13.07.1944)
- капитан (14.07.1947)
- Майор (28.04.1951)
- Подполковник (12.12.1951)
- Полковник (13.06.1946)
- Генерал-майор авиации (7.05.1966)

## Награды
- Медаль «Золотая Звезда» Героя Советского Союза (22.04.1952)
- Орден Ленина (22.04.1952)
- 3 ордена Красного Знамени (10.10.1951, 14.08.1957, 22.02.1968)
- 2 ордена Отечественной войны I степени (31.07.1944, 11.03.1985)
- Орден Красной Звезды (14.05.1956)
- Медаль «За боевые заслуги» (30.12.1956)
- другие медали СССР
- Медаль «Китайско-советская дружба» (КНР)